# Ptilocaulis echidnaeus
Ptilocaulis echidnaeus är en svampdjursart som först beskrevs av Jean-Baptiste Lamarck 1814.  Ptilocaulis echidnaeus ingår i släktet Ptilocaulis och familjen Axinellidae. Inga underarter finns listade i Catalogue of Life.